# Gustaf Dalén
Nils Gustaf Dalén (Stenstorp, Suècia 1869 - Estocolm 1937) fou un enginyer i físic suec, guardonat amb el Premi Nobel de Física l'any 1912.

## Biografia
Nascut el 30 de novembre de 1869 a la ciutat sueca de Stenstorp va estudiar enginyeria a la Chalmers tekniska högskola (Universitat Tecnològica de Chalmers) de Göteborg.
Va morir el 9 de desembre de 1937 a la ciutat d'Estocolm a l'edat de 68 anys.

## Recerca científica
Va realitzar investigacions sobre la turbina de gas i va perfeccionar la turbina de vapor. Les seves investigacions li permeteren inventar un acumulador no explosiu d'acetilè capaç d'absorbir grans quantitats d'aquest gas i una vàlvula automàtica per a regular el gas subministrat als fanals, anomenada vàlvula solar.
L'any 1912 quedà cec com a conseqüència d'una explosió durant la realització d'un dels seus experiments, sent guardonat el mateix any amb el Premi Nobel de Física per l'invent anomenat vàlvula solar, capaç d'encendre i apagar de forma automàtica els fanals.